# Jonathan Ingersoll
Jonathan Ingersoll (* 16. April 1747 in Richfield, Colony of Connecticut; † 12. Januar 1823) war ein US-amerikanischer Politiker. Zwischen 1816 und 1823 war er Vizegouverneur des Bundesstaates Connecticut.

## Werdegang
Jonathan Ingersoll wuchs während der britischen Kolonialzeit auf. Im Jahr 1766 absolvierte er das Yale College. Er muss Jura studiert haben, weil er später als Richter tätig war. Außerdem schlug er eine politische Laufbahn ein. Zwischen 1792 und 1797 gehörte er dem Connecticut Council of Assistants an. Damals trat er der Föderalistischen Partei bei. Zwischen 1798 und 1801 sowie nochmals von 1811 bis 1816 war er Richter am Superior Court seines Staates.
Im Jahr 1816 wurde Ingersoll an der Seite von Oliver Wolcott zum Vizegouverneur von Connecticut gewählt. Dieses Amt bekleidete er zwischen 1817 und seinem Tod im Jahr 1823. Dabei war er Stellvertreter des Gouverneurs und Vorsitzender des Staatssenats. Er war der Vater des Kongressabgeordneten Ralph Isaacs Ingersoll (1789–1872) und Großvater von Colin M. Ingersoll (1819–1903), der ebenfalls Kongressabgeordneter war. Sein jüngerer Sohn Charles (1798–1860) war Bundesrichter. Ein weiterer Enkel war Gouverneur Charles Roberts Ingersoll (1821–1903).